# Videogiochi di Detective Conan
Questa è la lista dei videogiochi tratti dal manga Detective Conan.
| Nº | Titolo | Pubblicazione in Giappone Pubblicazione estera (se presente)                                                      | Piattaforma                       | Sviluppatore            |
| -- | --- | --- | --------------------------------- | ----------------------- |
| 1  | Meitantei Conan - Chika yūenchi satsujin jiken (名探偵コナン 魔術師の挑戦状!? "Detective Conan - Il caso dell'omicidio del parco dei divertimenti sotterraneo")                                                                                    | 27 dicembre 1996                                                                                                  | Game Boy                          | Bandai                  |
| 2  | Meitantei Conan - Giwaku no gōka ressha (名探偵コナン 疑惑の豪華列車? "Detective Conan - Il maginifico treno sospetto") | 7 agosto 1998 | Game Boy                          | Bandai                  |
| 3  | Meitantei Conan (名探偵コナン? "Detective Conan") | 19 novembre 1998                                                                                                  | PlayStation                       | Bandai                  |
| 4  | Meitantei Conan - Majutsushi no chōsenjō! (名探偵コナン 魔術師の挑戦状!? "Detective Conan - La lettera di sfida del mago!") | 5 agosto 1999 | WonderSwan                        | Bandai                  |
| 5  | Meitantei Conan - Karakuri jiin satsujin jiken (名探偵コナン からくり寺院殺人事件? "Detective Conan - Il caso dell'omicidio del tempio meccanico")                                                                                                 | 25 febbraio 2000                                                                                                  | Game Boy Color                    | Banpresto               |
| 6  | Meitantei Conan - Kiganshima hihō densetsu (名探偵コナン 奇岩島秘宝伝説? "Detective Conan - La leggenda del tesoro dell'isola della strana roccia")                                                                                                | 31 marzo 2000 | Game Boy Color                    | Banpresto               |
| 7  | Meitantei Conan - Nishi no meitantei, saidai no kiki!? (名探偵コナン 西の名探偵 最大の危機!?? "Detective Conan - La più grande crisi del detective dell'ovest?!")                                                                                  | 27 luglio 2000 | WonderSwan                        | Bandai                  |
| 8  | Meitantei Conan - San-nin no meisuiri (名探偵コナン 3人の名推理? "Detective Conan - Tre grandi deduzioni") | 10 agosto 2000 4 luglio 2002 (collana Bandai the Best)                                                            | PlayStation                       | Bandai                  |
| 9  | Meitantei Conan - Yūgure no ōjo (夕暮れの皇女? "Detective Conan - La principessa del crepuscolo") | 5 aprile 2001 | WonderSwan Color                  | Bandai                  |
| 10 | Meitantei Conan - Norowareta kōro (名探偵コナン 呪われた航? "Detective Conan - La rotta sul mare maledetta") | 1º giugno 2001 | Game Boy Color                    | Banpresto               |
| 11 | Meitantei Conan - Saikō no aibō (名探偵コナン 最高の相棒? "Detective Conan - Il miglior partner") | 25 aprile 2002 | PlayStation                       | Bandai                  |
| 12 | Meitantei Conan - The Board Game (名探偵コナン The ボードゲーム?, Meitantei Konan - The Bōdo Gēmu, "Detective Conan - Il gioco da tavolo") | 29 agosto 2002 | PlayStation                       | Bandai                  |
| 13 | Detective Conan - Trick Trick Vol. 1 (名探偵コナン トリックトリック Vol. 1?, Meitantei Konan - Torikku Torikku Vol. 1, "Detective Conan - Trucco trucco vol. 1")                                                                                   | 17 aprile 2003 | PlayStation                       | Bandai                  |
| 14 | Meitantei Conan - Neraiwareta tantei (名探偵コナン 狙われた探偵? "Detective Conan - Il detective nel mirino") | 25 luglio 2003 | Game Boy Advance                  | Banpresto               |
| 15 | Meitantei Conan - Daiei teikoku no isan (名探偵コナン 大英帝国の遺産? "Detective Conan - L'eredità dell'impero britannico") | 18 novembre 2004                                                                                                  | PlayStation 2                     | Bandai                  |
| 16 | Meitantei Conan - Akatsuki no monument (名探偵コナン 暁のモニュメント?, Meitantei Konan - Akatsuki no monyumento, "Detective Conan - Il monumento dell'alba")                                                                                      | 21 aprile 2005 | Game Boy Advance                  | Banpresto               |
| 17 | Meitantei Conan - Tantei ryoku trainer (名探偵コナン 探偵力トレーナー?, Meitantei Konan - Tantei ryoku torēnā, "Detective Conan - Allenatore di abilità da detective")                                                                             | 3 aprile 2007 | Nintendo DS                       | Bandai                  |
| 18 | Detective Conan: Il caso Mirapolis (名探偵コナン 追憶の幻想?, Meitantei Conan - Tsuioku no mirāju, "Detective Conan - Miraggio di un ricordo") | 17 maggio 2007 27 febbraio 2009 (Italia, Francia) 3 aprile 2009 (Regno Unito)                                     | Wii                               | Marvelous Entertainment |
| 19 | Meitantei Conan - Kieta hakase to machigai sagashi no tō (名探偵コナン 消えた博士とまちがいさがしの塔? "Detective Conan - Il professore scomparso e la torre della ricerca sbagliata")                                                             | 3 aprile 2008 | Nintendo DS                       | Bandai                  |
| 20 | Meitantei Conan to Kindaichi shōnen no jikenbo - Meguri au futari no meitantei (名探偵コナン&金田一少年の事件簿 めぐりあう2人の名探偵? "Detective Conan & I registri dei casi del giovane Kindaichi - L'incontro casuale di due grandi detective") | 3 febbraio 2009                                                                                                   | Nintendo DS                       | Bandai                  |
| 21 | Meitantei Conan - Aoki hōseki no rinbu rondo (名探偵コナン 蒼き宝石の輪舞曲? "Detective Conan - Il rondò del gioiello blu") | 21 aprile 2011 | Nintendo DS                       | Bandai                  |
| 21 | Meitantei Conan - Aoki hōseki no rinbu rondo (名探偵コナン 蒼き宝石の輪舞曲? "Detective Conan - Il rondò del gioiello blu") | 3 aprile 2012 | iOS                               | Bandai                  |
| 21 | Meitantei Conan - Aoki hōseki no rinbu rondo (名探偵コナン 蒼き宝石の輪舞曲? "Detective Conan - Il rondò del gioiello blu") | 25 marzo 2013 | Android                           | Bandai                  |
| 22 | Meitantei Conan - Kago kara no prelude (名探偵コナン 過去からの前奏曲?, Meitantei Conan - Kago kara no pureryūdo, "Detective Conan - Preludio dal passato")                                                                                        | 19 aprile 2012 | Nintendo DS, PlayStation Portable | Namco Bandai            |
| 23 | Meitantei Conan - Marionette Symphony (名探偵コナン マリオネット交響曲?, Meitantei Konan - Marionetto Shinfonī, "Detective Conan - La sinfonia della marionetta")                                                                                  | 25 aprile 2013 | Nintendo 3DS                      | Namco Bandai            |
| 24 | Meitantei Conan - Phantom Rhapsody (名探偵コナン ファントム狂詩曲?, Meitantei Konan - Fantomu Rapusodī, "Detective Conan - La rapsodia spettrale")                                                                                                 | 17 aprile 2014 | Nintendo 3DS                      | Namco Bandai            |
| 25 | Detective Conan Runner: Race to the Truth (名探偵コナンランナー 真実への先導者?, Meitantei Conan - Shinjitsu e no conductor, "Detective Conan - La guida verso la verità")                                                                         | 10 aprile 2019 29 maggio 2019 (Android, Singapore) 31 maggio 2019 (iOS, Singapore) 5 giugno 2019 (altri 28 paesi) | Android, iOS                      | Ambition                |